# Izvršni direktor
Izvršni direktor je pozicija najvišeg direktora, izvršitelja, lidera koji je na čelu neke organizacije – naročito kada su u pitanju nezavisna pravna lica poput kompanija ili neprofitnih organizacija.
Mogu se nalaziti na čelu različitih organizacija - javnih i privatnih korporacija, neprofitnih organizacija, čak i nekih vladinih organizacija. U najvećem broju slučajeva odgovaraju upravnom odboru, i imaju zaduženje da maksimiziraju vrednost svoje kompanije putem više cene akcija, većeg tržišnog udela, većeg prihoda i slično. U neprofitnom i vladinom sektoru, zadatak glavnog izvršnog direktora je da ostvaruje zadatke koji su u sklopu misije organizacije (npr. smanjiti siromaštvo, povećati procenat pismenog stanovništva…) Glavni izvršni direktor se još naziva i predsednik.

## Zaduženja
Zaduženja glavnog izvršnog direktora određuje upravni odbor (koji biraju akcionari) ili neki drugi nadređeni, u zavisnosti pravne strukture u organizaciji. Mogu biti ograničena, ali i dosta široka i obično podrazumevaju delegiranje nadležnosti.
Glavni izvršni direktor je onaj ko donosi strateške, liderske, menadžerske, izvršne ili druge ključne odluke u organizaciji.
Uloga direktora kao komunikatora uključuje obraćanje medijima i javnosti uopšte, menadžmentu organizacije i zaposlenima.
Uloga u donošenju odluka podrazumeva najvažnije odluke po pitanju strategija i utvrđivanju politike organizacije.
Glavni izvršni direktor, kao lider kompanije, savetuje upravni odbor, motiviše zaposlene i predstavlja pokretača promena u organizaciji. Sa druge strane, kao menadžer, bavi se svakodnevnim aktivnostima u organizaciji.
Sam termin, odnosi se na osobu koja donosi sve ključne odluke u organizaciji, u svim sektorima i svim oblastima (operacije, marketing, istraživanje i razvoj, finansije, ljudski resursi).
Glavni izvršni direktor nije nužno i vlasnik kompanije.

## Karakteristike
Početkom 21. veka, glavni izvršni direktori su mahom imali diplome u oblasti prava, prirodnih nauka ili diplome tehničkih fakulteta. 
Od 2016. godine, postoji 20 ženskih glavnih izvršnih direktora na listi S&P 500, što čini oko 4% ukupnog broja.

### Poznati glavni izvršni direktor
Još od vremena Edvarda Bernajsa i njegovog klijenta Džona Rokfelera, a sa još više uspeha publicisti Henrija Forda su promovisali koncept „glavnog izvršnog direktora kao slavne ličnosti“
Novinari su prihvatili ovaj pristup koji pretpostavlja da su korporativna dostignuća (posebno ona u oblasti proizvodnje) zasluga jedinstvenih, talentovanih pojedinaca, naročito "Heroja - glavnog izvršnog direktora". U suštini, novinari veličaju direktore koji povlače drugačije strateške poteze. Model su poznate ličnosti iz sveta zabave, sporta i politike. Ovi pojedinci nisu proizvod sopstvenih zasluga, već su stvoreni kroz obimno pojavljivanje u medijima do te mere da njihovi postupci, ličnosti, pa čak i njihov privatni život imaju simboličku funkciju da predstave značajnu dinamiku i tenzije koje preovladavaju u savremenom poslovnom svetu. Na taj način se preuveličava značaj glavnih izvršnih direktora i zanemaruju se neki neopipljivi, jednako važni faktori. Malo pažnje se posvećuje kompleksnoj birokratiji koja zapravo obavlja posao. Glavni izvršni direktori mogu često postaju oholi kada prisvoje titulu slavne ličnosti i steknu previše samopouzdanja pri donošenju kompleksnih polovnih odluka. Štaviše, može se desiti da namerno potenciraju odluke koje su zanimljive novinarima.

## Primena iz sveta
U nekim zemljama Evropske Unije postoji dualni sistem, sa dva odvojena odbora - upravnim odborom, koji se bavi svakodnevnim poslovima i nadzornim odborom koji je zadužen za kontrolu (koji formiraju akcionari). U ovim državama, glavni izvršni direktor predsedava upravnim odborom, a predsednik nadzornim, i te uloge nikada ne može obavljati isti čovek. Na taj način se razdvaja rukovođenje od strane upravnog odbora i kontrole nadzornog odbora. Time se jasno postavljaju linije nadležnosti. Cilj je sprečiti konflikt interesa i koncentraciju moći kod jednog čoveka.
U SAD-u upravni odbor je često ujedno i nadzorni, dok se izvršni odbor može zvati i izvršni komitet.
Izvršni direktori su obično top menadžeri u korporaciji, pri čemu je glavni izvršni direktor najpoznatija od pozicija.
Definicija ovog pojma varira: u slučaju preduzetnika, glavni izvršni direktor je upravo taj preduzetnik; u slučaju partnerstva, to je upravljački partner, administrativni partner ili senior partner. U društvu sa ograničenom odgovornošću, može biti bilo koji član, menadžer. 

## Povezani položaji
Glavni izvršni direktori imaju nekoliko podređenih direktora od kojih svaki ima određene funkcionalne odgovornosti a nazivaju se izvršnim direktorima. Ovi položaji se u različitim kompanijama različito nazivaju, ali često nose naziv potpredsednik. Organizacija može imati više potpredsednika (za finansije, ljudske resurse, istraživanje i razvoj...). Osobe na ovim položajima mogu u tituli imati i reč "direktor" (direktor za finansije, direktor za IT…)

### Sjedinjene Američke države
U SAD-u, termin chief executive officer (glavni izvršni direktor) se koristi u biznisu, dok se executive director (izvršni direktor) koristi u neprofitnom sektoru. Termini se međusobno isključuju i odnose se na različite pravne dužnosti i odgovornosti. Cilj korišćenja ovih naziva za određene pozicije je transparentnost, kao i postavljanje standarda za upotrebu ovih termina.

### Velika Britanija
U Velikoj Britaniji, termini chief executive (glavni izvršitelj) i chief executive officer (glavni izvršni direktor) se koriste kako u biznis tako i u neprofitnom sektoru. Takođe, često se koristi termin director (direktor) umesto chief executive (glavni izvršitelj).

## Dodatna literatura
- Huang, Jiekun, and Darren J. Kisgen (2013). „Gender and corporate finance: Are male executives overconfident relative to female executives?.”. Journal of Financial Economics. 108 (108): 822—839.. online
- Kaplan, Steven N., Mark M. Klebanov, and Morten Sorensen (2012). „Which CEO characteristics and abilities matter?.”. Journal of Finance. 67 (67): 973—1007.. online
- Shleifer, Andrei, and Robert W. Vishny (1997). „A survey of corporate governance.”. Journal of Finance. 52 (52): 737—783..
- Vancil, Richard F (1987). Passing the baton: Managing the process of CEO succession. Harvard Business School Press. (1987).

## Spoljašnje veze
- U.S. Bureau of Labor Statistics - Top Executives: Description and Outlook